# Uesugi Kagetora
Uesugi Kagetora (上杉 景虎?; 1552 – 19 aprile 1579) settimo figlio di Hōjō Ujiyasu fu adottato da Uesugi Kenshin per essere il suo erede.

## Biografia

Mon del clan Uesugi

Uesugi Kagetora (上杉景虎?) nacque tra il 1552 ed il 1554, e durante la sua vita era conosciuto anche come Hōjō Ujihide (北条氏秀?), Hōjō Saburō (北条三郎?) o Saburō Kagetora (三郎景虎?). Fu il settimo figlio (sei raggiunsero la maturità) di Hōjō Ujiyasu, fratello minore di Hōjō Ujimasa, Hōjō Ujiteru, Hōjō Ujikuni, Hōjō Ujinori, Hōjō Ujitada e maggiore di Hōjō Ujimitsu. Sua madre era sorellastra di Tooyama Yasumitsu, un vassallo del clan Hōjō (un'altra fonte dice che fu Suikeiin, moglie di Ujiyasu). È probabile che lui e Hōjō Ujihide furono due persone diverse e che Ujihide fosse figlio di Hōjō Tsunashige e visse a Edo, mentre Saburō viveva ad Echigo, quindi la maggior parte degli storici si riferiscono a lui come Hōjō Saburō quando descrivono la sua vita.
Da bambino fu inviato al sacerdozio nel tempio Sōun di Hakone, e poi come ostaggio di Takeda Shingen del clan Takeda in un'alleanza a tre formata da Hōjō, Takeda, e Imagawa siglata nel 1554. Quando i Hōjō e Uesugi formarono un'alleanza nel 1569, fu inviato Saburō da Uesugi Kenshin in uno scambio di ostaggi con Kakizaki Haruie. In un primo momento, l'ostaggio doveva essere il terzo figlio di Hōjō Ujimasa Kunimasumaru, ma Ujimasa non riuscì a mandare suo figlio, che allora era ancora un bambino. Saburō fu inviato al clan Uesugi nei primi mesi del 1570. Kenshin, che non si sposò mai, sviluppò una predilezione per il bello ed intelligente Saburō. Sposò la nipote Seienin, figlia di Nagao Masakage e sorella maggiore di Nagao Akikage (Uesugi Kagekatsu), gli fu dato il nome Kagetora (nome che era appartenuto a Kenshin stesso), e fu adottato dal clan Uesugi.
Quando Kenshin morì improvvisamente nel 1578 senza nominare un erede, Kagetora e Kagekatsu, adottati similmente da Kenshin, combatterono per la successione del clan. Questo episodio è noto come Ōtate no Ran. Anche se Kagetora ebbe un vantaggio iniziale per l'appoggio di diversi vassalli Uesugi quali Uesugi Kagenobu, Hōjō Hidetsuna, Kitajō Takahiro e dello stesso clan Hōjō, la disputa per l'eredità cambiò sorte quando Takeda Katsuyori dette il proprio appoggio a Kagekatsu.
Quando il castello di Ōtate cadde nel 1579 Kagetora cercò di fuggire nel castello di Odawara (roccaforte Hōjō, terra nativa di Kagetora) ma fu tradito da Horie Munechika al castello di Samegao e commise seppuku. La moglie di Kagetora commise suicidio con lui, anche se altre fonti raccontano che lei rimase al castello di Ōtate e si suicidò quando suo fratello Kagekatsu rifiutò la resa di Kagetora. Il figlio maggiore di Kagetora, Doumanmaru, morì per mano delle truppe di Kagekatsu assieme a Uesugi Norimasa, ed il resto dei figli di Kagetora è probabile siano morti durante questa disputa.
Ci sono scritti che indicano come Kagetora fosse il degno erede di Kenshin, raccontando come egli una volta abbia aiutato Kenshin in una battaglia usando la sua intelligenza che gli valse il nome di Kenshin (Kagetora), mentre Kagekatsu era solo popolare a ottenere il sostegno del clan Uesugi.